# Guy Braunstein

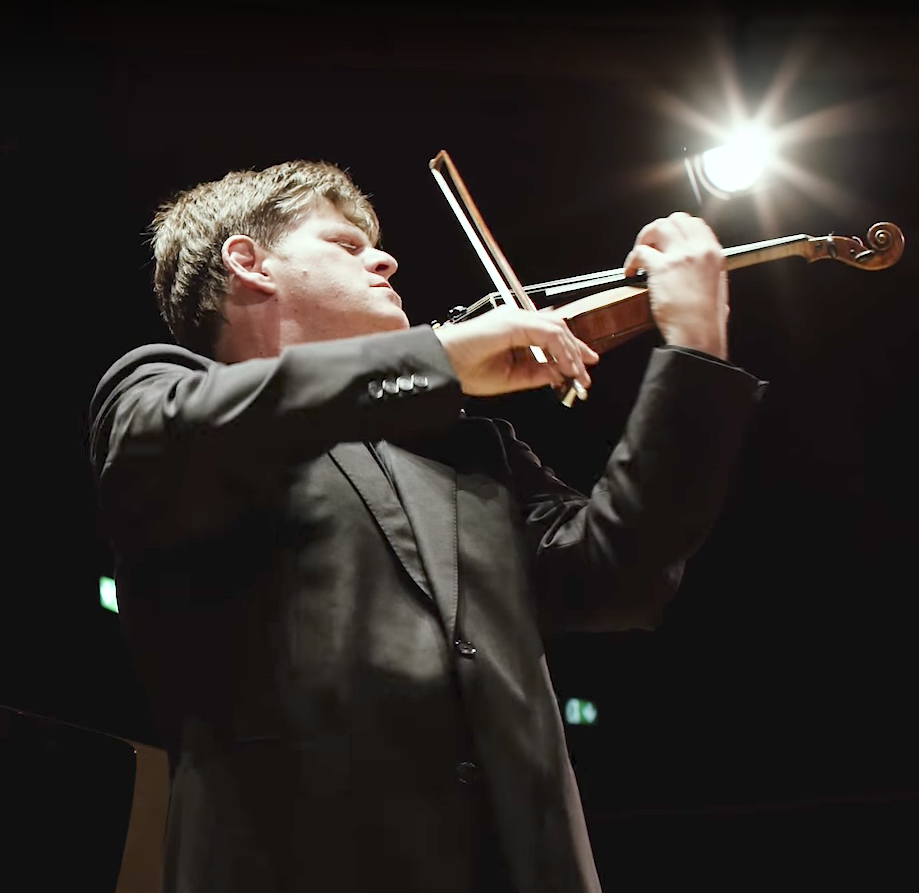
Guy Braunstein, 2018

Guy Braunstein (* 27. August 1971 in Tel Aviv, Israel) ist ein israelischer Violinist. Er war von 2000 bis 2013 Erster Konzertmeister der Berliner Philharmoniker.

## Leben
Im Alter von sieben Jahren begann er, Violine zu lernen. Auf seinem Weg zum Berufsmusiker studierte er bei Chaim Taub und später in New York bei Glenn Dicterow und Pinchas Zuckerman.
Bereits in jungen Jahren begann Braunstein seine internationale Karriere sowohl als Solist als auch als Kammermusiker und ist seitdem mit vielen wichtigen Orchestern aufgetreten, wie dem Israel Philharmonic Orchestra, dem Tonhalle-Orchester Zürich, den Bamberger Symphonikern, dem Dänischen Radio Sinfonieorchester Kopenhagen sowie dem Radio-Sinfonie-Orchester Frankfurt, der Filarmonica della Scala und den Berliner Philharmonikern, um nur einige zu nennen.
Sein Erfolg führte ihn schnell zu den wichtigsten Bühnen der Welt, und er hat mit Musikern wie Isaac Stern, András Schiff, Zubin Mehta, Maurizio Pollini, Vladimir Fedosejew, Yefim Bronfman, Daniel Barenboim, Lioba Braun, Sir Simon Rattle, Mitsuko Uchida, Andrey Boreyko, Lang Lang, Jonathan Nott, Emanuel Ax, Gary Bertini, Pierre-Laurent Aimard, Semjon Bytschkow und Angelika Kirchschlager zusammengearbeitet.
Zwischen 2003 und 2007 hatte Braunstein eine Professur an der Universität der Künste Berlin inne und war von 2006 bis 2016 Künstlerischer Leiter des Rolandseck-Festivals (zusammen mit Ohad Ben-Ari), zu welchem er regelmäßig internationale Stars wie Emmanuel Pahud, Hélène Grimaud, Amihai Grosz und François Leleux einlud.
Braunstein wurde im Jahr 2000 zum 1. Konzertmeister der Berliner Philharmoniker ernannt, mit denen er bereits 1992 als einer der Solisten in Beethovens Tripelkonzert unter der Leitung von Zubin Mehta aufgetreten war. Im Sommer 2013 beendete Braunstein seine Tätigkeit bei den Berliner Philharmonikern, um sich auf seine Solokarriere zu konzentrieren.
Höhepunkte der letzten Zeit waren solistische Auftritte mit dem Israel Symphony Orchestra, dem Mozarteumorchester Salzburg, der Deutschen Staatsphilharmonie Rheinland-Pfalz, dem Pannon Philharmonic Orchestra sowie der Philharmonie Sofia. Darüber hinaus beschäftigt sich Braunstein intensiv mit Kammermusik und gibt Recitals in London, Paris, Berlin, Luxemburg, Jerusalem, Frankfurt, Kroatien und Polen.
In den letzten Jahren hat sich Braunstein in Daniel Barenboims West-Eastern Divan Orchestra engagiert.
In der Saison 2011/12 war Guy Braunstein der „Artist in Residence“ der Hamburger Symphoniker. Braunstein spielt auf einer Geige, die 1679 von Francesco Ruggieri gebaut wurde.